# Placa de Nazca

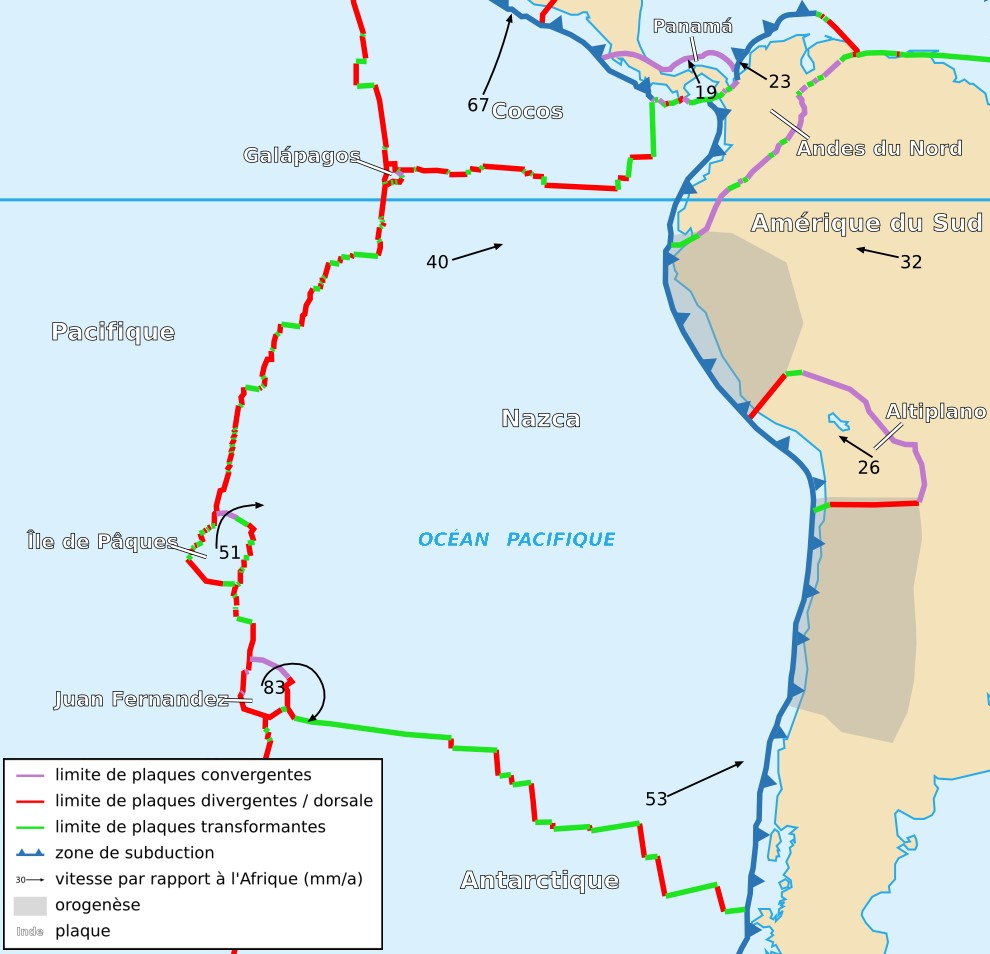
Mapa de la placa de Nazca

La placa de Nazca és una placa tectònica oceànica que es troba a la part oriental de l'oceà Pacífic, al costat de la costa occidental de Sud-amèrica.
La vora oriental de la placa es troba en una zona de subducció sota la placa sud-americana, i aquest xoc ha donat origen a la serralada dels Andes i la fossa del Perú i Xile. El límit austral de la placa de Nazca és divergent respecte a la placa antàrtica; el límit occidental el té amb la placa del Pacífic, i al nord amb la placa de Cocos.
Existeixen tres microplaques en les zones d'unió entre les plaques. La de les Illes Galàpagos es troba a la unió de les plaques de Nazca, del Pacífic i de Cocos. La placa de Juan Fernández, a la vora, entre la del Pacífic, la de Nazca i l'Antàrtica; i la placa de l'Illa de Pasqua, en el límit entre la placa de Nazca i la del Pacífic, una mica més al nord que la de Juan Fernández.
La zona de subducció de les costes sud-americanes ha provocat que aquesta zona sigui molt activa en activitat sísmica i volcànica. Es pot destacar el gran terratrèmol de Valdivia de 1960, la magnitud del qual va superar els 9,5º en l'escala de Richter, sent el registre més alt des que es tenen dades sísmiques.